# 1908年ロンドンオリンピックのフランス選手団
1908年ロンドンオリンピックのフランス選手団（1908ねんロンドンオリンピックのフランスせんしゅだん）は、1908年4月27日から10月31日にかけてイギリスの首都ロンドンで開催された1908年ロンドンオリンピックのフランス選手団、およびその競技結果。

## 概要
今大会は金メダル5個、銀メダル5個、銅メダル9個の合計19個のメダルを獲得した。

## メダル
| メダル | 選手名                                                         | 競技   | 種目                   |
| ------ | -------------------------------------------------------------- | ------ | ---------------------- |
| 金     | モリス・シユ フランス アンドレ・オフレ                         | 自転車 | 男子タンデムスプリント |
| 銀     | ジョルジュ・アンドレ                                           | 陸上   | 男子走高跳             |
| 銀     | エミール・ドマンジェル                                         | 自転車 | 男子660ヤードレース    |
| 銀     | モリス・シユ                                                   | 自転車 | 男子5000mレース        |
| 銅     | ルイ・ド・フルーラック ジョゼフ・ドレエル ポール・リザンディエ | 陸上   | 男子3マイル団体        |
| 銅     | アンドレ・オフレ                                               | 自転車 | 男子5000mレース        |
| 銅     | オクタブ・ラピーズ                                             | 自転車 | 男子100kmレース        |